# Keizeraalscholver
De keizeraalscholver (Leucocarbo atriceps, synoniem: Phalacrocorax atriceps) is een zwart-witte zeevogel uit de familie Phalacrocoracidae (aalscholvers), uit het zuiden van Zuid-Amerika. De vogel komt voornamelijk voor in rotsachtige kustgebieden, maar plaatselijk ook bij grote binnenmeren. Sommige taxonomische autoriteiten, zoals de international community of ornithologists, plaatsen de soort in het geslacht Leucocarbo, anderen in het geslacht Phalacrocorax. De taxonomie is zeer complex en over de indeling in soorten en ondersoorten bestaat geen consensus.

## Kenmerken
De keizeraalscholver bereikt een lichaamslengte van 69 tot 74 cm en een spanwijdte van 112 cm. Hij weegt dan tussen de 2,5 en 3,5 kilogram. Mannetjes zijn meestal iets groter en zwaarder dan vrouwtjes, anders is er geen opvallende seksuele dimorfie.
Het verenkleed is wit op de keel, wangen, voorkant van de hals en de onderzijde. De bovenzijde is daarentegen glanzend zwart. Tijdens het broedseizoen hebben volwassen keizeraalscholvers een kuif en op de basis van de bovensnavel zit een oranje-gele gebobbelde knobbel. De poten zijn vleeskleurig en de tenen en zwemvliezen zwart. De juvenielen zijn bruin en wit gekleurd. Buiten de broedtijd is de naakte huid doffer van kleur en ontbreken de kuif en de witte veren op de achterzijde van de vleugels.

## Leefwijze
In de winter leven deze dieren in grote groepen, die op zee foerageren. In de zomer doen ze dit meestal alleen. Keizeraalscholvers eten voornamelijk schaaldieren en kleine vissen, waarop ze al duikend jagen. Meestal foerageren ze in kustwateren; er zijn sommige populaties die verder op open zee verblijven.

## Voortplanting
Ze broeden in kolonies en vormen ook groepen tijdens rustperiodes en op zoek naar voedsel. Ze broeden vaak in de buurt van rotspinguïns en wenkbrauwalbatrossen. Het nest is gemaakt van zeewier, modder en gras. De nestkom is bekleed met gras. Het legsel bestaat uit twee tot vier eieren. Deze zijn bleek groenblauw. De broedtijd is 28 dagen.

## Verspreiding
De keizeraalscholver broedt langs de kusten van het zuidelijk deel van Zuid-Amerika en de Falklandeilanden. Op de Falklandeilanden is de keizeraalscholver een wijdverbreide broedvogel.
Er zijn twee ondersoorten:
- L. a. atriceps: zuidelijk Zuid-Amerika.
- L. a. albiventer: Falklandeilanden.

## Status
De IUCN classificeert de keizeraalscholver als niet bedreigd, omdat de soort wijd verbreid is. De grootte van de populatie is niet precies bekend, maar er zijn geen aanwijzingen dat de populatie-aantallen significant afnemen. Omdat er geen consensus is over de indeling in soorten geeft de IUCN geen schattingen van de populatie-aantallen.